# Sigfrid Jonsson
Sigfrid Jonsson i riksdagen kallad Jonsson i Alsen senare Jonsson i Järvsand och Jonsson i Strömsund, född 10 juli 1910 i Kougsta, Alsens församling, död 31 juli 1962 i Ströms församling, var en svensk skogsarbetare och socialdemokratisk riksdagspolitiker.
Jonsson var ledamot av riksdagens andra kammare från 1941 i Jämtlands läns valkrets. I riksdagens skrev han 49 egna motioner främst om socialpolitik, särskilt villkoren för lungsjuka, och om landsbygdsangelägenheter som skogsförbättring och stödlån till jordbruket. I en motion förespråkades obligatorisk simundervisning för landets skolungdom (1944).